# Радянське вторгнення у Вірменію
Радя́нське вто́ргнення у Вірме́нію  (вірм. Խորհրդային ներխուժումը Հայաստան, трансліт. Xorhrdayin nerxowžowmë Hayastan), також радя́нська окупа́ція Вірме́нії (вірм. Հայաստանի խորհրդային օկուպացիան, трансліт. Hayastani xorhrdayin òkowpac̕ian), радянсько-вірменська війна (вірм. Ռուս-հայկական պատերազմ) — військова кампанія, проведена 11-ю армією Радянської Росії з вересня по 29 листопада 1920 року з метою встановлення радянського уряду в Першій Республіці Вірменія, колишня територія Російської імперії. Вторгнення співпало як з одночасним турецьким вторгненням, так і з антиурядовим повстанням, яке влаштували місцеві вірменські більшовики в столиці Єревані та інших містах і населених пунктах країни. Вторгнення призвело до розпаду Першої Республіки Вірменія і створення Вірменської Радянської Соціалістичної Республіки. 29 листопада Вірменія була проголошена Радянською Соціалістичною Республікою шляхом відставки останнього уряду прем'єр-міністра Вірменії Симона Врацяна.

## Історія
Восени 1920 року ситуація у Вірменії сильно загострилася. Вірмено-турецька війна призвела до соціально-економічної та політичної кризи в країні. Тяжке становище мігрантів стало особливо важким. А населення республіки висіло над загрозою голоду.
У таких складних обставинах вірменські більшовики боролися за владу з урядом Вірменії. Діяльність вірменських більшовиків була особливо стрімкою, особливо з'їзд східних народів в Баку у вересні 1920 року. Цей з'їзд, очолюваний Енвером та іншими блюзнірськими діячами, зайняв відкриту антизв'язок, хоча на конгресі були присутні 157 вірмен. Політика розпуску Вірменії була поставлена на практичній землі в Баку у вересні 1920 року, на спільному засіданні Кавказького бюро РКБК Кентуккі і Азербайджанського громадського ресурсу за участю Вірменського комітету і членів його закордонного бюро, де обговорювалося питання консультацій Вірменії. А в середині листопада 1920 року Вірменський комітет і його закордонне бюро сформували Вірменський стратегічно-революційний комітет, до складу якого входили Саргсян Кассіан (президент), Асканас Муравян, Священний лорд Габріелян, Олександр Беккет, Авіс Нуріджан і Урш. Незабаром гаїтянська рідина і Гаїтянський комітет співтовариства були передані Казахстану і почали підготовку до консультацій Вірменії.
У листопаді 1920 року ситуація у Вірменії стала вкрай складною, змусивши піти у відставку уряд на чолі з Хамо Оганджані. 24 листопада Вірменська рада сформувала новий уряд під керівництвом Симона Врацяна. Відчуваючи серйозність моменту і небезпеку фізичного винищення, що висить над головами вірменського народу, грузинський уряд намагається поліпшити відносини з Радянським Союзом. Однак пропозиція, зроблена 29 листопада Борису Леграну, уповноваженому представнику Радянського Союзу, не приймається. Легран оголошує, що радянський уряд отримав ступінь у консультаціях Вірменії. У той же день вірменські більшовики перейшли з Казахстану в Іжевськ і в декларації народу Вірменії було проголошено Вірменію Радянською Соціалістичною Республікою. 20 листопада Легран зажадав від уряду Вірменії передати владу вірменським більшовикам.  У той же день його представники Дрон і Гамбург Тертуліан провели переговори з Леграном. Дводенні переговори завершаться 2 грудня, коли Росія нав'язала Вірменії угоду про капітуляцію.
Відповідно до пунктів договору
1. Вірменія була проголошена Радянською Соціалістичною Республікою.
2. Перед тим, як був запрошений з'їзд Вірменської ради, влада пройшла через тимчасовий революційний комітет.
3. Радянський Союз визнав всю державу Вірменія невід'ємною частиною Республіки Вірменія, Занзібару, частини провінції Карче, деяких провінцій Казахстану, і територій держави Вірменія, які перебували у Вірменії до 28 вересня 1920 року.
4. Звільнення від відповідальности вірменської армії
5. Лідери вірменської політичної партії були звільнені від відповідальности
6. Склад тимчасової ради повинен був складатися з п'яти більшовиків і двох лівих союзників.
7. Російський уряд був зобов'язаний забезпечити безпеку території Далекого Сходу.Ленін підписав рішення про передачу Вірменії 3 млрд рублів.

13 грудня 1920 року рішенням Володимира Леніна Радянської Росії було виділено 3 000 000 000 рублів.

### Кайрський договір
Кайрський договір, підписаний Закавказькою Радянською Федеративною Соціалістичною Республікою з державою ТГНА 13 жовтня 1921 року, встановив порядок і владу в Закавказзі. Радянський Союз зміцнив свою владу над вірменами, азербайджанцями та грузинами. З цією угодою Нахчиван став автономним регіоном.

## Оцінка та характеристика подій
Радянські автори назвали описані події «радянізацією Вірменії» або «встановленням радянського порядку у Вірменії». Вірменський історик Рафаель Амбарцумян називає все це вторгненням.

## Наслідки
Так, на початку грудня 1920 року Радянська Росія окупувала Вірменію, перейменувала її в Радянську Соціалістичну Республіку Вірменія і встановила там диктаторський режим. 4 грудня до Єревана прибули члени Вірменського ревкому, а 6 грудня — військова частина 11-ї армії. Дійшовши до Єревана, більшовики за допомогою 11-ї армії почали проводити масові конфіскації та арешти. Протягом перших місяців окупації більшовики вбили сотні вірменських офіцерів, інтелігенції та членів вірменського уряду, які відмовилися співпрацювати з загарбниками. У 1921 році більшовики заслали тисячі вірменських офіцерів та інтелігенції до Азербайджану та Рязані. 70-річна радянська окупація Вірменії закінчується 21 вересня 1991 року. Вірменський народ залишає Радянський Союз через референдум про незалежність.

## Подальше читання
- Ованесян Річард Г. Республіка Вірменія . 4 томи. Берклі: Видавництво Каліфорнійського університету, 1971–1996.
- Ованесян, Річард Г. Вірменія на шляху до незалежності, 1918 . Берклі: Видавництво Каліфорнійського університету, 1967.
- Каземзаде, Фіруз . Боротьба за Закавказзя, 1917-1921 рр . Нью-Йорк, Оксфорд: Філософська бібліотека, 1951.
- (in Armenian) Хатісян, Олександр . Հայաստանի Հանրապետութեան Ծագումն ու Զարգացումը ( Народження та розвиток Вірменії ). Афіни: Nor Or Publishing, 1930.
- (in French) Тер Мінасіан, Анахід . Республіка Арменія: 1918-1920 рр . Брюссель: Комплекс видання, 1989.